# Линейные корабли типа Albion
Тип линейных кораблей Albion — пять 74-пушечных линейных кораблей третьего ранга, созданных для Королевского флота Томасом Слейдом. Слейд использовал в качестве образца для своего проекта чертежи 90-пушечного HMS Neptune (1730). Корабли данного типа относились к так называемым «обычным 74-пушечным кораблям», так как несли на верхней орудийной палубе 18-фунтовые пушки.

## Корабли
- HMS Albion

Строитель: королевская верфь, Дептфорд

Заказан: 1 декабря 1759 года

Спущён на воду: 16 мая 1763 года

Выведен: сел на мель в 1797 году

- HMS Grafton

Строитель: королевская верфь, Дептфорд

Заказан: 22 октября 1767 года

Спущён на воду: 26 сентября 1771 года

Выведен: разобран, 1816 год

- HMS Alcide

Строитель: королевская верфь, Дептфорд

Заказан: 21 августа 1774 года

Спущён на воду: 30 июля 1779 года

Выведен: разобран, 1817 год

- HMS Fortitude

Строитель: Рэндалл, Ротерхит

Заказан: 2 февраля 1778 года

Спущён на воду: 23 марта 1780 года

Выведен: разобран, 1820 год

- HMS Irresistible

Строитель: Барнард, Харвич

Заказан: 8 июля 1778 года

Спущён на воду: 6 декабря 1782 года

Выведен: разобран, 1806 год